# Madonna Chellini

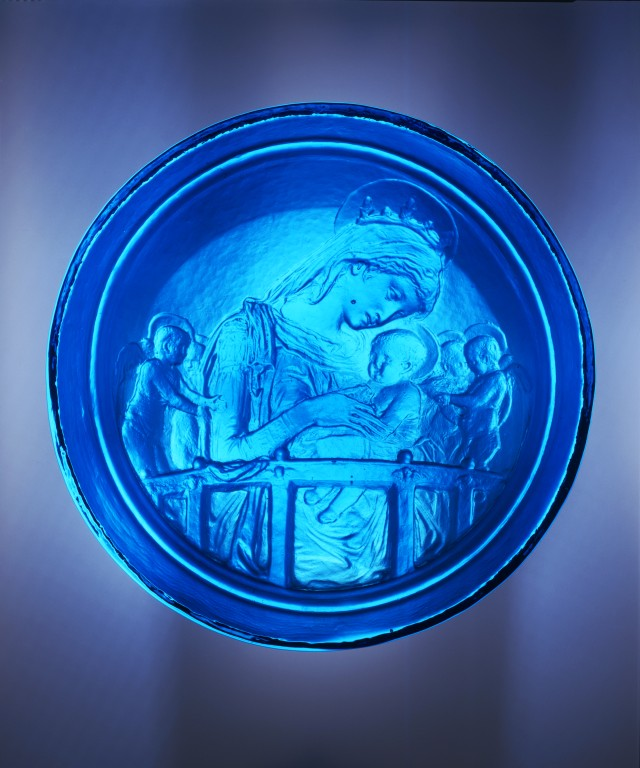
Copia en vidrio

La Madonna Chellini es una pequeña obra en bronce (20,5 cm) ejecutada por el escultor florentino Donatello en una fecha anterior al 27 de agosto de 1456.

## Historia
En el 1456 el médico Giovanni Chellini anotó en su Libro de deudores acreedores y recordatorios haber curado, el 27 agosto, al gran hombre Donatello y de haber recibido en signo de gratitud y pago un pequeño tondo de bronce, representando a la Virgen Maria con el Niño al cuello y dos ángeles al lado, todo él de bronce y excavado desde el exterior. Chellini, que había agradecido bastante el regalo, habría reproducido a continuación la obra después de haber vertido vidrio fundido en la parte opuesta del tondo.
La fecha marca para la obra el término ante quem, que podría haber sido fundida en un periodo precedente no precisado. Chellini supo apreciar el trabajo de los escultores: de su propiedad tenemos también un busto de Antonio Rossellino expuesto en el Victoria and Albert Museum de Londres y su tumba, esculpida por Bernardo Rossellino, que se encuentra en la iglesia de Santo Domenico en San Miniato.

## Descripción
El tondo representa a la Virgen en el acto de reclinar la cabeza sobre el pequeño Niño, sonriente en primer plano. A los lados de la obra aparecen cuatro angelotes en actitud de veneración.
Donatello labró no solo la parte anterior, sino también el reverso de la obra, que se podía utilizar, cosa bastante rara para la época, también como molde para obtener copias sucesivas en diferentes materiales (Chellini habló de vidrio). La Madonna Chellini era puede considerarse por tanto un original o un molde para realizar copias de la obra lo que anticipó las ideas de la producción artística en serie.